# Stema RASS Moldovenești
Stema R.A.S.S. Moldovenești a fost legiferată pentru prima dată în 1925, când pe 10 mai Congresul Sovietelor din toată Ucraina a aprobat constituția R.A.S.S.M.. Astfel, în secțiunea a VII-a, articolul 48, erau stipulate următoarele: „R.A.S.S. Moldovenească are stema și steagul său de stat, stabilite de Comitetul Executiv central Moldovenesc și confirmate de Comitetul Executiv Central din toată Ucraina.”
În ședința Prezidiului Comitetului Executiv Central al R.A.S.S.M. din 4 septembrie 1925 s-a hotărât să fie propus secției organizatorice a Comitetului să organizeze un concurs pentru elaborarea stemei și a steagului de stat ale R.A.S.S.M. Proiectele urmau să fie evaluate de către o comisie formată din reprezentanți ai Comitetului Executiv Central, ai Agitpropului, ai Comisariatului popular al învățământului și ai Consiliului sindicatelor din Moldova. Erau prevăzute și niște premii în valoare de 50 de ruble pentru locul întâi, 30 de ruble pentru locul al doilea și 20 de ruble pentru locul al treilea.
Lipsa documentelor revelatoare nu au permis să se cunoască nici modalitatea de desfășurare a concursului, nici proiectele propuse. O descriere a modelului selectat (care nu a fost aflat însă pe nicăieri) se găsește într-o scrisoare din 21 iulie 1927 a reprezentantului permanent al R.A.S.S.M. pe lângă guvernul R.S.S.U., Malcikov: „din partea exterioară, stema R.A.S.S.M. reprezintă o coroană din strujani de păpușoi și struguri de poamă, și are în interior o suprafață plană alb-albastră, pe care este așezată o vinietă de culoare albă. Vinieta conține harta R.A.S.S.M. reunită cu Basarabia. În partea inferioară a hărții, în centrul coroanei e imaginat un soare răsărind reflectând raze strălucitoare. Pe soare e reprezentată o stea roșie. Toată coroana este împestrițată cu inscripții ale lozincii «Proletari din toate țările, uniți-vă!» în trei limbi – rusă, ucraineană și moldovenească.” Aceste arme erau, așadar, unele „de pretenție”.
La 21 septembrie 1925 în ședința Prezidiului mic al C.E.C. al R.A.S.S.M. s-au stabilit următoarele amendamente:
- în locul unde se încrucișează snopii, să se scrie literele „U.S.S.R.”, abrevierea Republicii Sovietice Socialiste Ucrainiene în limba rusă
- inscripția „Proletari din toate țările, uniți-vă!” să fie aranjată în felul următor: la capătul de sus al panglicii, în partea dreaptă și stângă – în limba moldovenească, la mijloc, în partea dreaptă și stângă – în limba ucraineană, iar jos – în limba rusă
- steaua să fie situată sus, unde se unesc spicele, diametrul intern al stelei să fie mai mic, iar colțurile mai ascuțite
- să se lungească razele până la capătul câmpului albastru
- să se precizeze raportul dintre păpușoi și spice, iar frunzele să fie pictate așa, încât să se asemene mai mult cu vița de vie
- să se precizeze proporția dintre părțile din stânga și din dreapta Nistrului ale R.A.S.S.M.
- partea R.A.S.S.M. de pe malul stâng al Nistrului să fie colorată într-un roșu ilustrativ, iar cea de pe malul drept – în negru, hașurat cu linii diagonale de culoarea părții din stânga Nistrului
- literele de-a lungul teritoriului să fie aranjate astfel, încât pe partea din dreapta Nistrului să se afle R.A.S., iar pe cea din stânga Nistrului – S.M.
- secerei și ciocanului să li se dea o formă analoagă cu cea adoptată pentru stema unională.

Proiectul de stemă ales, împreună cu amendamentele de mai sus, au fost aprobate de Prezidiul Comitetului Executiv Central pe data de 19 octombrie 1925. La aceeași dată a fost alocată și o sumă de 45 de ruble pentru efectuarea corecturilor, urmând ca pe 10 noiembrie să se mai adauge încă 30 de ruble pentru executarea desenelor stemei și a steagului. 

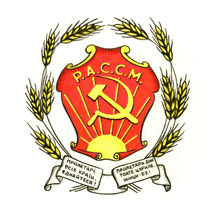
Stema RASSM
(cca. 1929 - 1938)

Aprobarea în cadrul Comitetului Executiv Central al Ucrainei a fost tărăgănată. La 23 februarie 1926, Biroul Comitetului regional moldovenesc al Partidului Comunist bolșevic din toată Ucraina dă dispoziție ca harta R.A.S.S.M. mari să fie scoasă cu totul, iar în locul ei să fie puse secera și ciocanul. Totuși, la 2 noiembrie 1926 același birou hotăra să se ridice în fața Comitetului Central problema păstrării hărții Basarabiei în stema R.A.S.S.M.
În scrisoarea sa din 1927, Malcikov explică utilitatea păstrării hărții R.A.S.S.M. cu tot cu Basarabia și propune alte modificări minore: în loc de U.S.S.R. să fie scris U.S.R.R. (deci abrevierea Republicii Sovietice Socialiste Ucrainiene în limba ucraineană și nu rusă), iar pe harta R.A.S.S.M. până la Prut denumirile „R.A.S.S.M.”, „Odesa”, „Chișinău” și „Nistru” să fie scrise în ucraineană sau moldovenească, nu în rusă.
Nu se cunoaște care dintre variante a fost aprobată în cele din urmă. Nu a fost găsită nici o reprezentare grafică a acestei steme până în prezent.
În perioada 1927 - 1929 a fost adoptată o nouă stemă a R.A.S.S.M., similară stemei R.S.S.U. din intervalul 1919 - 1929. Cea din urmă este descrisă astfel: „stema R.S.S. Ucrainene constă din imaginea pe fond roșu în raze de soare a secerii și ciocanului de aur, înconjurate de o cunună de spice și inscripția în limbile rusă și ucraineană: 1. R.S.S.U. și 2. Proletari din toate țările, uniți-vă”. În varianta moldovenească, stema avea inscripționat R.A.S.S.M., iar sloganul comunist era trecut în limbile ucraineană și moldovenească.

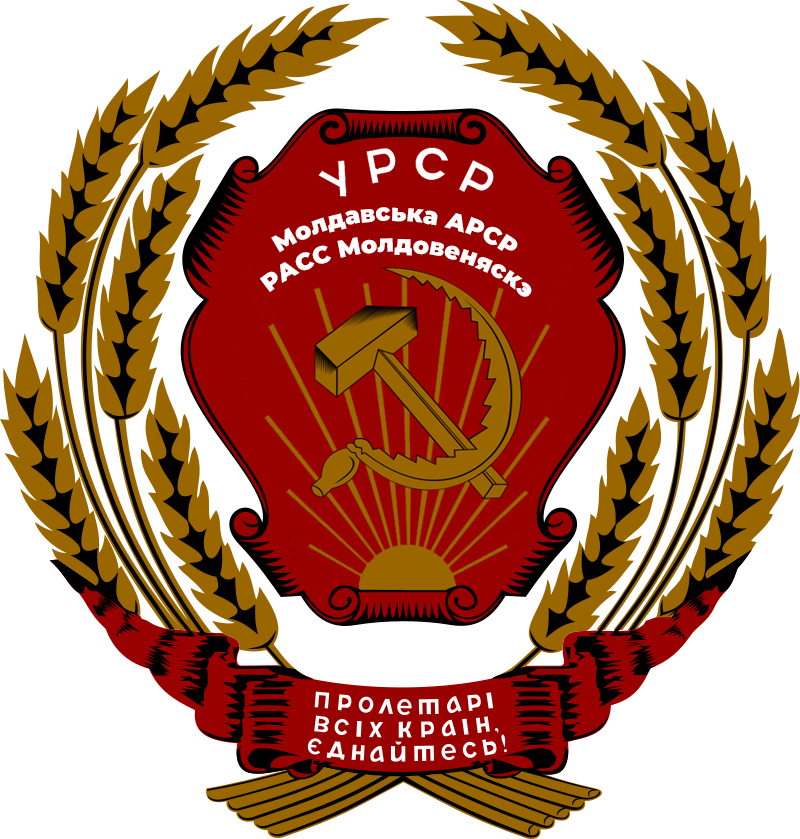
Stema RASSM
(1938 - 1940)

La 12 iulie 1936 a apărut în presa sovietică proiectul noii constituții a U.R.S.S.. Acesta a fost aprobat pe plan local de Congresul al VII-lea extraordinar al sovietelor R.A.S.S.M., al căror lucrări au început pe data de 18 noiembrie 1936, la Tiraspol. Același congres a stabilit o comisie care urma să se ocupe de viitoarea constituție moldovenească. Pe 5 decembrie 1936 constituția U.R.S.S. intră în vigoare. O lună mai târziu, Congresul al VII-lea extraordinar își reia lucrările și adoptă pe 6 ianuarie noua constituție a R.A.S.S.M.
Potrivit prevederilor constituției, stema republicii autonome trebuia să coincidă cu cea a republicii unionale din care făcea parte. Erau adăugate doar denumirea R.A.S.S.M. și sloganul comunist „Proletari din toate țările, uniți-vă!” în limbile moldovenească și ucraineană. Capitolul al X-lea al noii constituții, intitulat „Gherbul, flagul, capitala”, stipula în articolul 111: „Gherbul de stat al Republicii Autonome Sovietice Socialiste Moldovenești este gherbul de stat al R.S.S. Ucrainene, care este alcătuit din secere și ciocan de aur, înfățișate pe fondul roșu în razele soarelui, încadrate cu spice, cu scriitura «R.S.S.U.» și «Proletari din toate țările, uniți-vă!» în limbile ucraineană și moldovenească, cu adăugare sub scriitura «R.S.S.U.» cu litere în măsură mai mică scriiturile «R.A.S.S. Moldovenească» în limbile ucraineană și moldovenească.”
Această stemă a încetat a mai fi valabilă o dată cu desființarea R.A.S.S.M., la 2 august 1940.